# Siletz
Siletz es una ciudad ubicada en el condado de Lincoln en el estado estadounidense de Oregón. En el año 2000 tenía una población de 1,133 habitantes y una densidad poblacional de 694.4 personas por km².

## Geografía
Siletz se encuentra ubicada en las coordenadas 44°43′18″N 123°55′12″O / 44.72167, -123.92000.

## Demografía
Según la Oficina del Censo en 2000 los ingresos medios por hogar en la localidad eran de $38,542 y los ingresos medios por familia eran $42,250. Los hombres tenían unos ingresos medios de $32,153 frente a los $21,250 para las mujeres. La renta per cápita para la localidad era de $14,690. Alrededor del 15.4% de la población estaban por debajo del umbral de pobreza.